# Anapisona kethleyi
Anapisona kethleyi is een spinnensoort in de taxonomische indeling van de Dwergkogelspinnen (Anapidae).
Het dier behoort tot het geslacht Anapisona. De wetenschappelijke naam van de soort werd voor het eerst geldig gepubliceerd in 1979 door Norman I. Platnick & Shadab.